# Johannes Haarklou

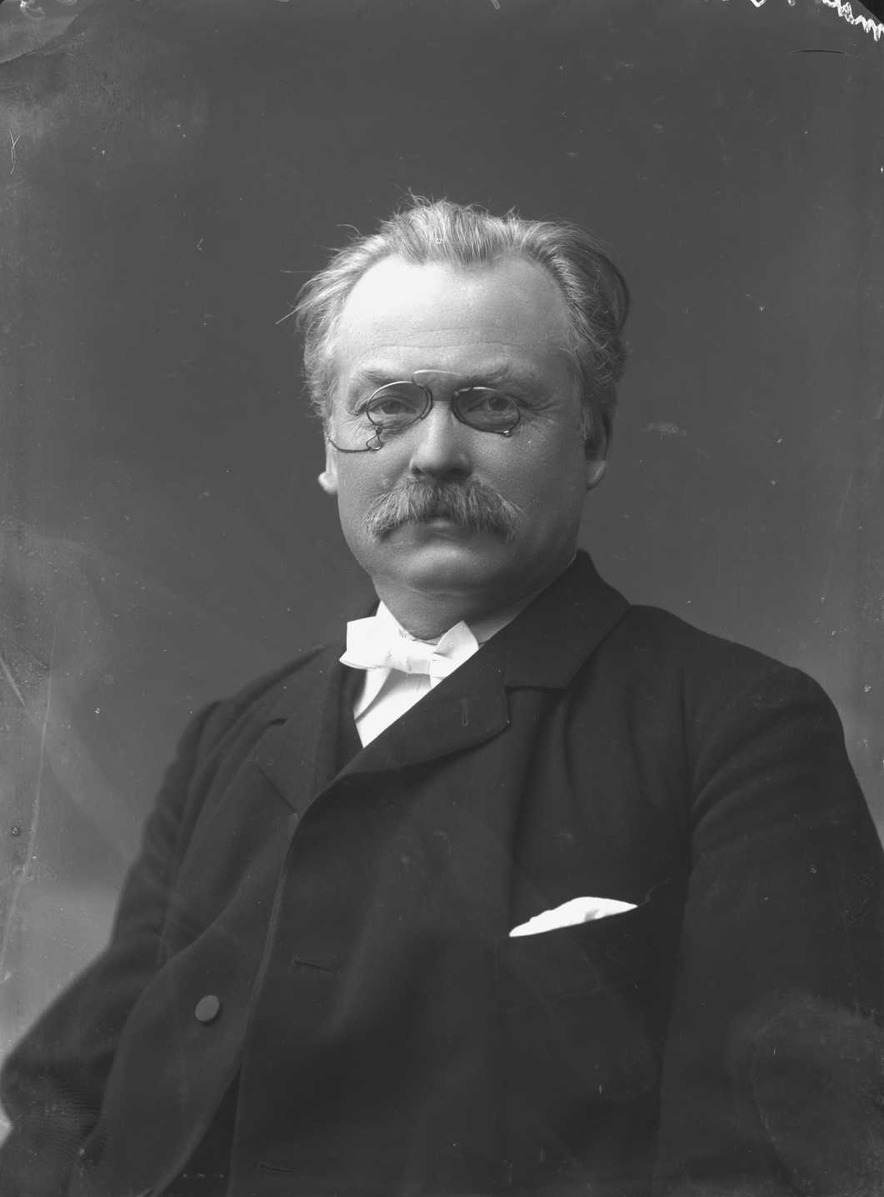
Johannes Haarklou (1905)

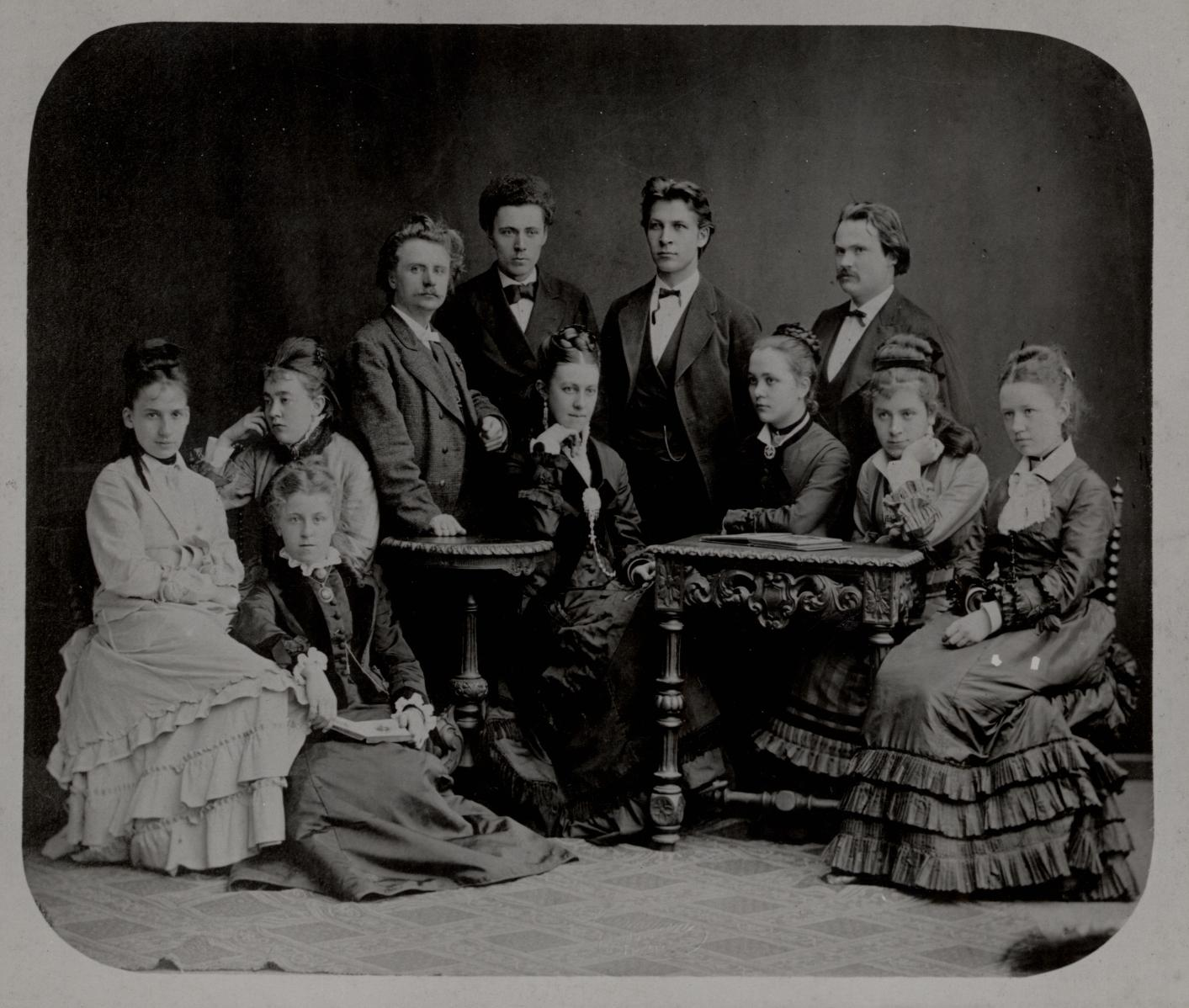
Stehend von links nach rechts: Edvard Grieg, Lauritz Grimstad, H. Ingelius und J. Haarklou. Diese Fotografie wurde in Leipzig im Jahr 1876 aufgenommen.

Johannes Haarklou oder Johannes Hårklou (* 13. Mai 1847 in Førde; † 26. November 1925 in Oslo) war ein norwegischer Komponist, Organist, Dirigent und Musikkritiker.

## Leben
Haarklou wirkte seit 1868 als Lehrer in Eiker. Von 1873 bis 1875 studierte er am Konservatorium in Leipzig unter anderem bei Carl Reinecke und war danach an der Hochschule für Musik in Berlin Schüler von Friedrich Kiel, August Bungert und Carl August Haupt. Seit 1880 lebte er als Organist und Dirigent in Kristiania (Oslo). Er galt als bedeutender Orgelvirtuose und Improvisator. Daneben arbeitete er von 1882 bis 1921 als Musikkritiker für verschiedene norwegische Zeitungen.

## Werke
Als sein Hauptwerk gilt das Oratorium Skabelsen og Mennesket, das 1891 uraufgeführt wurde. Er komponierte außerdem fünf Opern, vier Sinfonien, eine sinfonische Dichtung (Westminster Abbey), zwei Orgelsinfonien, Sonaten, Lieder, Chöre und Klavierstücke.